# Pixel 3
Pixel 3 и Pixel 3 XL — Android смартфоны из линейки Google Pixel, являющиеся преемниками Pixel 2 и Pixel 2 XL.

## История
Официальный анонс состоялся 9 октября 2018 года, первоначальные продажи стартовали в Соединенных Штатах 18 октября 2018 года и в других странах 1 ноября 2018 года.

## Характеристики

### Дизайн
Pixel 3 и Pixel 3 XL выпускались в трёх цветах: «Просто чёрный» (весь чёрный), «Чисто белый» (белый с кнопкой питания мятно-зеленого цвета) и «Не розовый» (розовый, с оранжевой кнопкой питания). Рамки Pixel 3 значительно меньше, чем у его предшественника. Pixel 3 XL — это первое пиксельное устройство, в котором используется вырез дисплея. Они оба изначально работают на Android Pie и в дальнейшем получили обновление Android 11. Выемка дисплея у Pixel 3 XL может быть «затемнена» в режиме разработчика.

### Аппаратное обеспечение
Pixel 3 и Pixel 3 XL поставляются с процессором Snapdragon 845, Pixel Visual Core (PVC) и 4 ГБ оперативной памяти; 64 или 128 ГБ встроенной памяти. Оба телефона оснащены стеклянной задней панелью и функцией беспроводной зарядки, которая дебютировала в этих моделях линейки Pixel. Google Pixel Stand может заряжать по беспроводной сети мощностью 10 Вт, но при использовании беспроводных зарядных устройств сторонних производителей беспроводная зарядка ограничена до 5 Вт. Они также оснащены фронтальными стереодинамиками и не имеют разъёма для наушников, как Pixel 2 и Pixel 2 XL. Оба устройства используют соединение USB Type-C для зарядки и подключения других аксессуаров. Оба телефона также имеют Active Edge в нижней части, где сжатие по бокам телефона активирует Google Assistant, который впервые был представлен в Pixel 2 и Pixel 2 XL.
Телефоны имеют рейтинг защиты от воды IP68 в соответствии со стандартом IEC 60529, что является улучшением по сравнению с предшественниками, имеющие рейтинг защиты от воды IP67. Телефоны могут быть погружены в воду на глубину до 1,5 м на срок до 30 минут.

### Камера
Pixel 3 и Pixel 3 XL имеют 12,2-мегапиксельную основную камеру, аналогичную своим предшественникам Pixel 2 и Pixel 2 XL, но камера Google была обновлена новыми функциями фотосъемки, а также второй широкоугольной камерой для селфи. Некоторые из этих режимов:
- Night Sight — значительно улучшает производительность при низкой освещенности без вспышки или штатива. Google также обновил все предыдущие телефоны Pixel с поддержкой Night Sight.
  - Astrophotography — Google обновил Pixel 3 улучшенным ночной съёмкой с режимом астрофотографии.
- Super Res Zoom — использует методы сверхразрешения для увеличения разрешения сверх того, чего традиционно достигала бы комбинация сенсора и объектива, используя тонкие сдвиги от ручного дрожания и оптической стабилизации изображения (OIS).
- Top Shot — делает серию фотографий HDR + и автоматически выбирает лучшие снимки. В обновлении добавлен Top Shot для коротких видеороликов.
- Group Selfie Cam — вторая фронтальная камера, которая позволяет делать широкоугольный снимок.
- Google Lens — распознает объекты и предметы, видимые камерой Pixel 3 и Pixel 3 XL
- Computational Raw — исходные DNG + JPG выравнивание и объединение нескольких кадров (до 15) для улучшения динамического диапазона и снижения шума.
- Learning-based Portrait Mode — Portrait Mode теперь использует конвейер на основе машинного обучения для более равномерного расфокусированного фона и меньшего количества ошибок карты глубины
- Synthetic Fill Flash — использует алгоритм сегментации на основе машинного обучения, чтобы добавить заполняющую вспышку для лучшего освещения лиц.
- Spectral + flicker sensor — предотвращает эффект мерцания при определённом освещении в помещении, таком как светодиодное освещение.

Pixel 3 и Pixel 3 XL используют отдельный чип, называемый Pixel Visual Core (PVC), для достижения своих возможностей камеры с искусственным интеллектом. Видео записываются со стереозвуком.